# لويس هنريكي سيلفيرا
لويس هنريكي سيلفيرا (29 يناير 1979 في البرازيل - ) هو لاعب كرة قدم برازيلي في مركز الدفاع. لعب مع أتلتيكو براغانتينو ونادي بارانا ونادي بالميراس وإيتومبيارا سبورت ‏ ونادي ميراسول ونادي فيروفياريا وأتلتيكو يوفنتوس.

## وصلات خارجية
- لويس هنريكي سيلفيرا على موقع قاعدة بيانات كرة القدم.إي يو (الإنجليزية)